# Казазелватика (Парма)
Казазелватика је насеље у Италији у округу Парма, региону Емилија-Ромања.
Према процени из 2011. у насељу је живело 67 становника. Насеље се налази на надморској висини од 838 м.